# Brian Horrocks

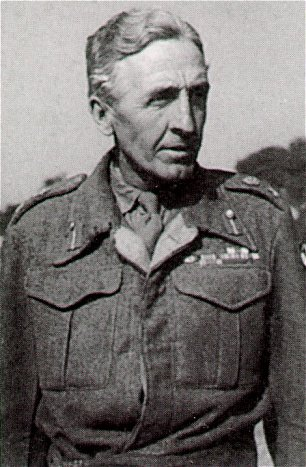
Brian G. Horrocks, 1945

Sir Brian Gwynne Horrocks KCB KBE DSO MC (* 7. September 1895 in Ranikhet, Uttarakhand in Indien; † 4. Januar 1985 in Chichester, West Sussex) war ein britischer Lieutenant General, der während des Zweiten Weltkriegs das britische XXX Corps auf den Kriegsschauplätzen in Nordafrika und an der Westfront kommandierte.

## Leben
Horrocks wurde als Sohn eines Militärarztes in Britisch-Indien geboren und wurde wie die meisten anderen Offizierssöhne in einem Internat in England ausgebildet. Vor Ausbruch des Ersten Weltkriegs trat er als Offizier in die Armee ein und wurde an der Westfront eingesetzt. Er wurde in der Ersten Flandernschlacht 1914 verwundet und geriet in deutsche Kriegsgefangenschaft, in deren Verlauf er die russische Sprache erlernte.
Nach dem Krieg wurde Horrocks nach Russland geschickt, wo er als Liasonoffizier am Russischen Bürgerkrieg teilnahm. Er wurde von der Roten Armee gefangen genommen und zehn Monate festgehalten, wobei er an Typhus erkrankte. An den Olympischen Sommerspielen 1924 nahm er im modernen Fünfkampf teil. In der Zwischenkriegszeit diente Horrocks in verschiedenen Einheiten der britischen Armee im Mutterland und der Territorialarmee. Im Jahr 1931 wurde er für den Generalstabslehrgang am Staff College Camberley zugelassen. Danach erfolgten Berufungen zum Personalstabsoffizier im Kriegsministerium (War Office), zum Stabschef (Brigademajor) der 5. Infanteriebrigade in Aldershot und schließlich zum Ausbilder am Staff College.

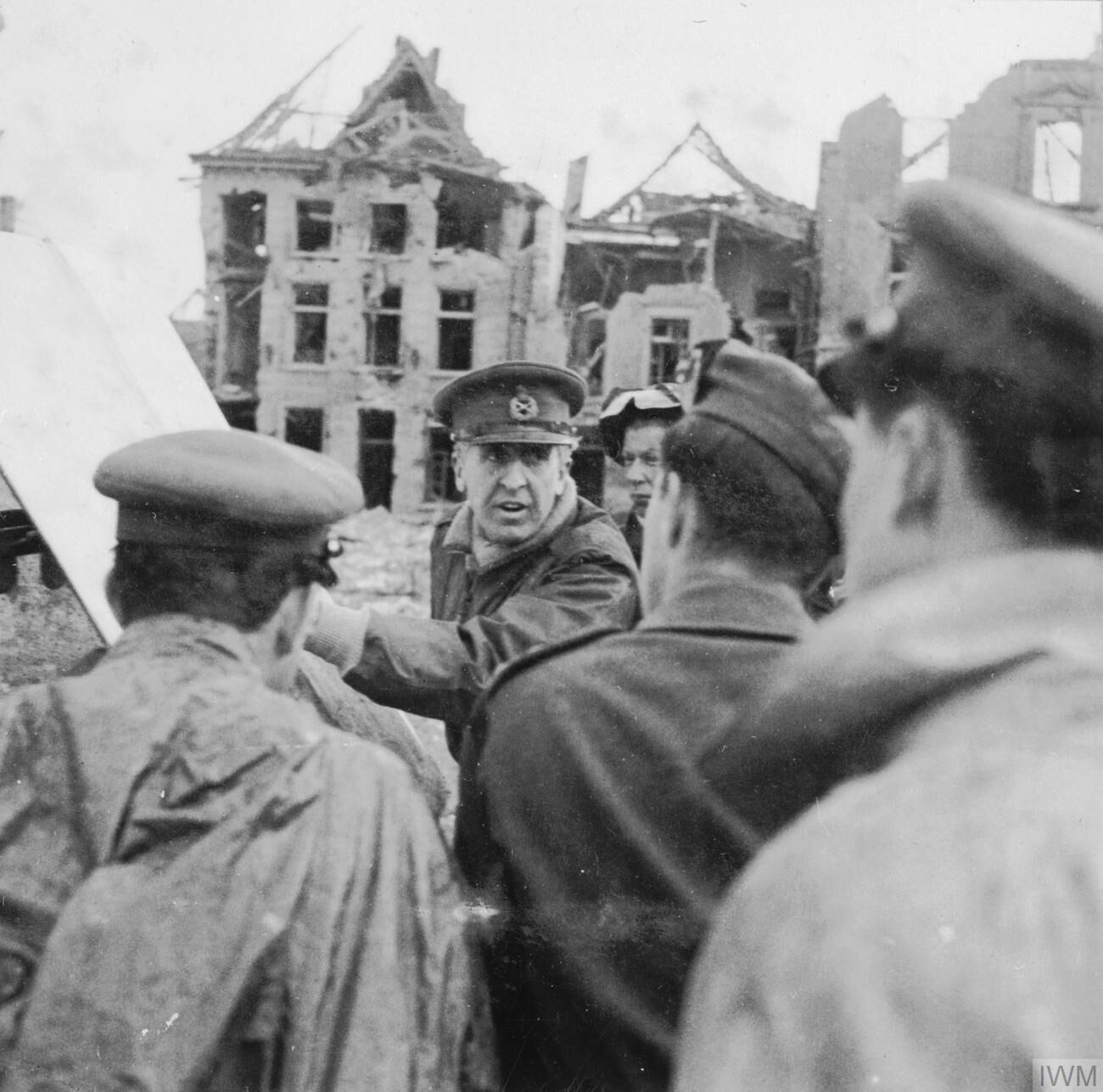
Brian G. Horrocks in Rees, 1945

Als der Zweite Weltkrieg ausbrach, wurde er wieder nach Frankreich versetzt, wo er eine Brigade innerhalb der britischen 3. Infanteriedivision unter dem Befehl von Bernard Montgomery bei der Schlacht um Dünkirchen befehligte. Es folgten Verwendungen als Kommandeur der 44. (Home Counties) Division und der 9. Panzerdivision im Mutterland.
Am 15. August 1942 erfolgte die Ernennung zum Kommandeur des XIII Corps in Nordafrika, wo er wieder unter Montgomery bei der 8. Armee diente (Schlacht von Alam Halfa, zweite Schlacht von El Alamein). Später übernahm Horrocks von Generalleutnant Miles Dempsey das Kommando über das XXX Corps, mit dem er an der Schlacht von Mareth im Tunesienfeldzug teilnahm. Während eines Luftangriffes in Bizerta wurde er verwundet; die folgenden 14 Monate verbrachte er mit seiner Genesung.
Bei seiner Rückkehr wurde er Anfang August 1944 von Montgomery damit beauftragt, das britische XXX Corps in der Kesselschlacht von Falaise anzuführen. Sein Verband rückte danach nach Belgien vor und war an der Eroberung Brüssels (3. September) und Antwerpens (4. September) beteiligt. Während der Operation Market Garden (17.–27. September) hatte sein Korps die Aufgabe, zu den bei Nijmegen und Arnhem gelandeten Fallschirmspringern vorzurücken. Die Operation schlug unter hohen Verlusten fehl und die geplante Rheinüberquerung gelang erst Anfang 1945. Das von Horrocks befehligte Korps nahm 1945 an den Operationen Veritable und Plunder teil. Es besetzte im April Bremen und befreite das Lager Sandbostel.
Am 5. Juli 1945 wurde er als Knight Commander des Order of the British Empire in den Ritterstand erhoben, und führte seither den Namenszusatz „Sir“. Am 9. Juni 1949 wurde er zudem Knight Commander des Order of the Bath.
Horrocks diente nach dem Krieg weitere vier Jahre bis 1949 in der Armee (Western Command in Chester und als Kommandeur der Britischen Rheinarmee), bevor er wegen der Spätfolgen seiner in Bizerta erlittenen Verwundung den Dienst beenden musste. In der Folge war Horrocks Gentleman Usher of the Black Rod, betätigte sich als Schriftsteller und Mitherausgeber der Reihe Famous Regiments, TV-Journalist sowie als Vorstand eines Bauunternehmens.
Horrocks stand in dem Ruf, einer der zuverlässigsten britischen Generäle des Zweiten Weltkriegs gewesen zu sein. Vorgesetzte sowie Untergebene sollen ihn sehr geschätzt haben.

## Sonstiges
Im Film Die Brücke von Arnheim wird er von Edward Fox gespielt. Horrocks fungierte für den Film als militärischer Berater.

## Werke
- Horrocks, Sir Brian: A Full Life (1960), ISBN 0-85052-144-0.
- Horrocks, Sir Brian; Eversley Belfield and Major-General Hubert Essame: Corps Commander (1977).